# 蔡海如
蔡海如（1967年7月31日—）是藝術家及策展人。其創作核心多以「覺察身體存在於世界」為主軸，探討個體與肉身並存的經驗片段與認知。隨生命歷程帶來的身分及認知的變化，關注女性在多重經驗與身分間的感知，並以創作表達身為白色恐怖受難者家屬，曾經驗到的壓抑與禁錮。於2016年，成立海桐藝術中心。

## 生平

### 出生及求學
蔡海如出生及成長於台北市大龍峒地區，為家中的長女，有二個妹妹。父親家族源於台中清水地區，父親蔡意誠、祖父蔡珍曜、曾祖父蔡惠如皆曾分別因為政治事件入獄。
大學原就讀銘傳女子商業專科學校商業設計科（現銘傳大學商業設計科），後重考國立台灣藝術專科學校美術科（現國立臺灣藝術大學），選讀國畫組，於1990年畢業。1990至1993年間前往法國國立瑟基藝術學院藝術系留學（Ecole Nationale d'Art de Cergy Pontoise，肄業）。回國後，1994年加入成立新樂園藝術空間，並開始發表作品。

### 白色恐怖受難家屬
蔡海如的父親蔡意誠（1927-2016）生於台中清水，畢業於台中一中。一生兩度入獄，第一次是1950年因參與讀書會及地下黨活動入獄14年，監禁於「火燒島」（綠島），第一段婚姻因入獄結束。他在獄中自修資訊相關專業，出獄後與蔡海如母親結婚並生下三個女兒。
第二次則是1976年因匪諜案入獄10年。蔡海如9至19歲期間正值父親二度入獄，母親以「父親出國」向年幼的蔡海如解釋父親的長時間缺席，直到她在家中發現從報紙上剪下有關父親被捕的報導。父親的政治犯身份在家族間是禁忌話題，此事一直伴隨著蔡海如成長，留法期間也不曾與身旁的人提起。
1996年陳水扁擔任台北市長期間開辦「二二八紀念美展」，蔡海如受邀參與第一屆二二八美展「悲情昇華」，於台北市立美術館展出。當時主辦單位亦不可能不知道她的家族背景，這是蔡海如首次在自己的專業領域面臨相關議題，也是第一次公開她身為政治受難者家屬的身份。
為人母後，蔡海如有感於自己教育孩子的經歷，2008年開始著手透過創作回看家族歷史。除了在自己的作品中處理相關議題，她也邀請許多政治受難者二代加入創作。

### 成立海桐藝術中心
與其夫婿陳泰松先生於2016年成立海桐藝術中心。透過這個空間連結不同世代的藝術家，作為創作的文化藝術展演據點，並延伸在2015年的「海桐廚房」藝術計畫。「海桐廚房」是以食物開啟藝術家與民眾的對話，創造不同的個體交流與激盪的機會，讓藝術融入日常。

## 各時期創作歷程介紹
蔡海如自小就有創作的慾望，大學聯考時原先進入銘傳商業設計，但是仍然追求創作的可能而進入國立臺灣藝術大學（當時仍為國立台灣藝術專科學校）。就讀時選擇國畫組，認為是唯一的經驗可以接觸該媒材。畢業後於 1991 年前往法國留學，接觸許多當代藝術理論。回台灣後，成為新樂園藝術空間的首批成員之一，並且以概念性裝置為主要的創作手法。在此時期，蔡海如的創作聚焦身體空間與主體性如何相互作用，主觀感知與主╱客體相互觀看的辯證。2003年生育後，更加關注女性主義學說與流派的演變，並且以創作回應女性照顧者的感知狀態與勞動處境。至2006年這段期間，蔡海如認為是一個創作的摸索期，也將早期創作強調個體感知移往個體與社會權力空間相互交織錯綜的互動。2009年白色恐怖景美紀念園區發生爭議事件，開啟蔡海如思考創作是否可以回應白色恐怖以及其受害者家屬經驗的契機，進一步改變之後蔡海如的創作主軸。

## 創作

### 個展
| 年分 | 展覽名稱                                                 |
| 1995 | 「體/影像」(corps/image) ，新樂園藝術空間，台北          |
| 1996 | 「"我的身體"與"我",一起活著…」，帝門藝術教育基金會，台北 |
| 2001 | 「看入．看出」，新樂園藝術空間，台北                     |
| 2008 | 「虛線之舞」，朱銘美術館，台北                           |
| 2018 | 「漂浮的房間」，海桐藝術中心，台北                       |

### 聯展
| 年分 | 展覽名稱                                                                                     |
| 1991 | 「大田國際藝術雙年展」邀請展，韓國                                                           |
| 1995 | 「我不知道，我渴望…」，台北縣立文化中心 (新寶島藝術季系列二)                                 |
| 1995 | 「開幕序」，新樂園藝術空間，台北                                                             |
| 1995 | 「潛泳8種方法」，新樂園藝術空間，台北                                                        |
| 1996 | 「96年台北縣陶藝美展，陶藝新域組」，台北縣立文化中心                                         |
| 1996 | 「台北市第二十三屆美展」，台北市立美術館                                                     |
| 1997 | 「二二八美展，悲情昇華」，台北市立美術館                                                     |
| 1997 | 「兩岸新聲－當代畫語」，香港藝文中心；國立中正紀念堂中正藝廊，台北                           |
| 1997 | 「開放展」，吳園藝文館，台南                                                                 |
| 1998 | 「穿越華山特區」，華山藝文特區開幕展，台北                                                   |
| 1998 | 「欲望場域」，台北國際雙年展，台北市立美術館                                                 |
| 1999 | 「末世祭：台灣當代圖像展」，台北藝廊，紐約                                                   |
| 2000 | 「心靈再現：台灣女性當代藝術展」，高雄市立美術館                                             |
| 2001 | 「沒問題」，新樂園藝術空間，台北                                                             |
| 2001 | 「粉樂町﹕台北東區當代藝術展」，ＰＳ﹕自私著物商業空間，台北                                 |
| 2001 | 「絕對身體」，大趨勢藝術空間，台北                                                           |
| 2001 | 「輕且重的震撼」，台北當代藝術館(I.C.A.)開幕展，台北當代館，高雄市立美術館                   |
| 2001 | 「橘玻璃珠」，觀念藝術展，華山藝文特區，台北                                                 |
| 2002 | 「Co2台灣前衛文件展」，華山藝文特區，台北                                                    |
| 2002 | 「之間/事件」，華山藝文特區，台北                                                            |
| 2002 | 「台北公共藝術節」，內湖大湖公園，台北/永久裝置：內湖污水處理廠清水公園，台北                |
| 2002 | 「台灣當代藝術全集 Ⅱ」，鳳甲美術館，台北                                                     |
| 2002 | 「看入.看出 Ⅱ」，在地實驗 T Art作品系列展，在地實驗，台北                                    |
| 2002 | 「高雄畫廊博覽會」，高雄市工商展覽中心，高雄                                                 |
| 2002 | 「無敵海景大排檔」，新樂園藝術空間，台北                                                     |
| 2002 | 「輕且重的震撼」， Total當代藝術館，韓國，漢城                                               |
| 2004 | 「立異－90年代台灣美術發展」，台北市立美術館，台北                                           |
| 2004 | 「花與神話_關渡花藝節」，國立台北藝術大學，台北                                              |
| 2005 | 「旅行者的眼睛：Paris for ever」，Alain le Gaillard Gallery，法國，巴黎                      |
| 2005 | 「第二屆洄瀾國際藝術創作營」成果發表，花蓮石梯坪，臺灣                                       |
| 2006 | 「台北二三」，台北市立美術館，台北                                                           |
| 2006 | 「無所不在」，台北國際藝術村，台北                                                           |
| 2006 | 「遼闊的漣漪與合音－位移 重組 連結」駁二特區，高雄                                           |
| 2006 | 「帶著作品去旅行」南海藝廊，台北                                                             |
| 2006 | 「女性譯（藝）寫」，台北國際藝術村，台北                                                     |
| 2007 | 金山國小駐校藝術家，朱銘美術館館校合作計畫                                                   |
| 2008 | 「吃情女─當代藝術展」， 花蓮創意文化園區 ， 花蓮 ， 臺灣                                     |
| 2008 | 「新樂園十週年特展─永恆的成人遊戲工廠」，關渡美術館 ， 臺北 ， 臺灣                          |
| 2008 | 「當代女藝：身份／環保」， 新光三越百貨公司文化館 ，臺中 ， 臺灣                             |
| 2008 | 「Opening Show ONE YEAR GALLERY」 ， 臺北 ， 臺灣                                            |
| 2009 | 「非限制級─藝術何以灌溉」，吉林藝廊 ， 臺北 ， 臺灣                                          |
| 2010 | 「臺灣數位藝術脈流計畫─脈波壹：身體、性別、科技數位藝術展」，臺北數位藝術中心 ， 臺北 ，臺灣 |
| 2013 | 「臺灣百慕達‧藝術特有種」，關渡美術館 ， 臺北 ， 臺灣                                        |
| 2013 | 「她們─凝視與對話」，朱銘美術館 ，臺北 ， 臺灣                                               |
| 2014 | 「藝術家在TAV」，臺北國際藝術村 ，臺北 ，臺灣                                                |
| 2014 | 「刺客列傳五年級」， 國立臺灣美術館 ，臺中 ，臺灣                                            |
| 2014 | 「漢字藝術節」，二二八國家紀念館 ，臺北 ， 臺灣                                              |
| 2014 | 「喬‧伊拉克西的鏡花園」，福利社，臺北 ， 臺灣                                                |
| 2015 | 「我想要做一個夢」， 臺北市立美術館 ， 臺北 ， 臺灣                                          |
| 2016 | 「一年之間：駱麗貞 蔡海如 蔡芷芬 聯展」，臺灣當代一年展 花博爭豔館 ， 臺北 ，臺灣            |
| 2016 | 「變身計畫首部曲：之際 ─從近身談起」，海桐藝術中心 ， 臺北 ，臺灣                            |
| 2016 | 「類似過於喧囂的孤獨 ─新樂園20年紀念展」，MoNTUE北師美術館 ， 臺北 ， 臺灣                   |
| 2017 | 「多棲：溫柔的產出二部曲」，紐約 ， 美國                                                     |
| 2019 | 「綠島人權藝術季:拜訪流麻溝15號記憶‧地方‧敘事 」，白色恐怖綠島紀念園區 ，綠島， 臺灣         |
| 2019 | 「呼吸鞦韆—劉霞 蔡海如聯展」，台北當代藝術館，臺北，臺灣                                     |

## 典藏紀錄
| 年分 | 典藏紀錄                             |
| 2002 | 《晃動的眼睛》，台北市內湖污水處理廠 |
| 1996 | 《身份？性別？》，黃明川工作室，台北 |

## 得獎紀錄
| 年分 | 得獎紀錄                                                 |
| 1996 | 「96年台北縣陶藝美展，陶藝新域組」入選，台北縣立文化中心 |
| 1996 | 「台北市第二十三屆美展」入選，台北市立美術館             |

## 獎助
| 年分 | 獎助                                                           |
| 1996 | 台北縣陶藝美展 陶藝新域組入選 典藏                             |
| 1996 | 台北市第二十三屆美展入選                                       |
| 2002 | 公共藝術作品《晃動的眼睛》獲選典藏於台北內湖汙水處理場清水公園 |
| 2005 | 第二屆國際洄瀾藝術創作營                                       |
| 2006 | 台北國際藝術村駐村 駐村計畫《身體異/譯寫》女性藝術工作坊       |
| 2007 | 朱銘美術館館校合作計畫案 獲邀擔任金山國小駐村藝術家            |
| 2008 | 朱銘美術館邀請舉辦「虛線之舞」個展 獲國家文藝基金會補助        |

## 策展
| 年分 |                                                       |
| 2016 | 策畫變身計畫首部曲：之際─從近身談起 海桐藝術中心 台北 |
| 2014 | 喬‧伊拉克希的鏡花園 福利社 台北                       |